# 은닉 서명

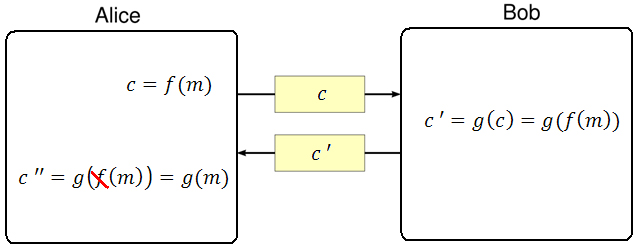
동작 중인 은닉 서명의 예시

은닉 서명 또는 블라인드 서명(Blind signature, 블라인드 시그니처)은 암호화 분야에서 데이비드 차움이 도입한 방식으로, 메시지 내용이 서명되기 전에 은닉(블라인드)되는 디지털 서명의 한 형태이다. 결과로 생성된 은닉 서명은 일반 디지털 서명 방식으로 숨김이 해제된 원본 메시지와 비교하여 공개적으로 확인할 수 있다. 은닉 서명은 일반적으로 서명자와 메시지 작성자가 다른 당사자인 개인 정보 보호 관련 프로토콜에 사용된다. 예로는 암호화 선거 시스템 및 디지털 현금 체계가 있다.
암호화된 은닉 서명에 대해 자주 사용되는 비유는 외부에 유권자의 자격 증명이 미리 인쇄되어 있는 특수 카본지 안감 봉투에 완성된 익명 투표용지를 동봉하는 유권자의 물리적 행위이다. 공무원은 자격 증명을 확인하고 봉투에 서명함으로써 그의 서명을 카본지를 통해 내부 투표 용지에 전달한다. 서명이 완료되면 패키지는 유권자에게 다시 전달되며, 유권자는 이제 서명된 투표용지를 표시가 없는 새 일반 봉투에 넣는다. 따라서 서명자는 메시지 내용을 볼 수 없지만 제3자가 나중에 서명을 확인하고 기본 서명 체계의 제한 내에서 서명이 유효하다는 것을 알 수 있다.
은닉 서명은 연결 해제 기능을 제공하는 데에도 사용할 수 있다. 이를 통해 서명자가 서명한 숨은 메시지를 확인을 위해 호출될 수 있는 나중에 숨김 해제된 버전에 연결하는 것을 방지할 수 있다. 이 경우 서명이 해제된 메시지에 대해 유효한 상태로 유지되는 방식으로 확인하기 전에 서명자의 응답이 먼저 "은닉 해제"된다. 이는 익명성이 필요한 체계에 유용할 수 있다.
은닉 서명 체계는 RSA 및 DSA와 같은 여러 가지 일반적인 공개 키 서명 체계를 사용하여 구현할 수 있다. 이러한 서명을 수행하기 위해 메시지는 일반적으로 임의의 "맹검 요소"와 어떤 방식으로든 결합하여 먼저 "맹검"된다. 블라인드 메시지는 서명자에게 전달되며 서명자는 표준 서명 알고리즘을 사용하여 서명한다. 눈을 멀게 하는 요소와 함께 결과 메시지는 나중에 서명자의 공개 키에 대해 확인할 수 있다. RSA와 같은 일부 은닉 서명 방식에서는 서명이 확인되기 전에 서명에서 은닉 요소를 제거하는 것도 가능하다. 이러한 체계에서 은닉 서명 체계의 최종 출력(메시지/서명)은 일반 서명 프로토콜의 출력과 동일하다.

## 같이 보기
- 디지털 통화